# Nugget Point Lighthouse
Nugget Point Lighthouse ist ein Leuchtturm auf Kap Nugget Point in der neuseeländischen Region Otago und eine Station auf der Southern Scenic Route.

## Allgemeines
Der Leuchtturm wurde 1869 fertiggestellt und 1870 in Betrieb genommen. Er wurde nach anfänglichem Betrieb mit einer Öllampe ab 1949 mit einer elektrischen Beleuchtung versehen, die von einem Dieselgenerator gespeist wurde. Später wurde der Leuchtturm dann ans Stromnetz angebunden. 1989 wurde der Turm voll automatisiert und wird nun wie alle anderen neuseeländischen Leuchttürme von einem Kontrollraum in Wellington aus gesteuert. Im Jahr 2006 wurde die Beleuchtung durch ein LED-Leuchtfeuer mit Notstrombatterie ersetzt.
Ab 1901 diente der Leuchtturm zwischenzeitlich als Postbüro.